# División de Honor (Schach) 2012
Die División de Honor 2012 war die 18. Saison der División de Honor und gleichzeitig die 56. Spanische Mannschaftsmeisterschaft im Schach. Sie wurde mit acht Mannschaften ausgetragen, Meister wurde die Mannschaft von Sestao Naturgas Energia XT, während sich der Titelverteidiger Gros XT mit dem sechsten Platz begnügen musste. Aus der Primera División waren aufgrund des Rückzuges von CA Colegio Marcote-EIKM Mondariz mit CA Equigoma-Casa Social Católica, UE Foment Martinenc Barcelona und CE Barcelona Uga drei Mannschaften aufgestiegen. Während CA Equigoma-Casa Social Católica den Klassenerhalt erreichte, stiegen beide Aufsteiger aus Barcelona direkt wieder ab, außerdem zog CA Reverté Albox seine Mannschaft zurück.
Zu den Mannschaftskadern der teilnehmenden Vereine siehe Mannschaftskader der División de Honor (Schach) 2012.

## Modus
Die acht teilnehmenden Mannschaften spielten ein einfaches Rundenturnier. Gespielt wurde an sechs Brettern, über die Platzierung entschied zunächst die Zahl der Mannschaftspunkte (zwei Punkte für einen Sieg, ein Punkt für ein Unentschieden, kein Punkt für eine Niederlage) und danach die Anzahl der Brettpunkte (ein Punkt für einen Sieg, ein halber Punkt für ein Remis, kein Punkt für eine Niederlage). Die beiden Letzten stiegen in die Primera División ab. 

## Termine und Spielort
Das Turnier wurde vom 5. bis 11. November in León gespielt.

## Abschlusstabelle
| Pl. | Verein                               | Sp | G | U | V | Mannsch.-P. | Brett-P.  |
| --- | ------------------------------------ | -- | - | - | - | ----------- | --------- |
| 01. | Sestao Naturgas Energia XT           | 7  | 6 | 1 | 0 | 13:1        | 28,5:13,5 |
| 02. | CA Solvay Torrelavega                | 7  | 4 | 2 | 1 | 10:4        | 26,0:16,0 |
| 03. | CA Reverté Albox                     | 7  | 4 | 0 | 3 | 8:6         | 22,5:19,5 |
| 04. | CA Linex-Magic Mérida                | 7  | 3 | 2 | 2 | 8:6         | 19,5:22,5 |
| 05. | CA Equigoma-Casa Social Católica (N) | 7  | 2 | 2 | 3 | 6:8         | 20,0:22,0 |
| 06. | Gros XT (M)                          | 7  | 2 | 1 | 4 | 5:9         | 18,5:23,5 |
| 07. | UE Foment Martinenc Barcelona (N)    | 7  | 0 | 3 | 4 | 3:11        | 16,5:25,5 |
| 08. | CE Barcelona Uga (N)                 | 7  | 1 | 1 | 5 | 3:11        | 16,5:25,5 |

## Entscheidungen
|     | spanischer Mannschaftsmeister: Sestao Naturgas Energia XT                                                                   |
|     | Absteiger in die Primera División: CA Reverté Albox (freiwilliger Rückzug), UE Foment Martinenc Barcelona, CE Barcelona Uga |
| (M) | Titelverteidiger |
| (N) | Vorjahresaufsteiger |

## Kreuztabelle
| Ergebnisse | Ergebnisse                       | 01. | 02. | 03. | 04. | 05. | 06. | 07. | 08. |
| ---------- | -------------------------------- | --- | --- | --- | --- | --- | --- | --- | --- |
| 01.        | Sestao Naturgas Energia XT       |     | 3   | 4½  | 5   | 4   | 4   | 4   | 4   |
| 02.        | CA Solvay Torrelavega            | 3   |     | 2½  | 4½  | 3   | 4½  | 4½  | 4   |
| 03.        | CA Reverté Albox                 | 1½  | 3½  |     | 2½  | 2½  | 3½  | 4   | 5   |
| 04.        | CA Linex-Magic Mérida            | 1   | 1½  | 3½  |     | 4   | 3   | 3   | 3½  |
| 05.        | CA Equigoma-Casa Social Católica | 2   | 3   | 3½  | 2   |     | 4   | 3   | 2½  |
| 06.        | Gros XT                          | 2   | 1½  | 2½  | 3   | 2   |     | 4   | 3½  |
| 07.        | UE Foment Martinenc Barcelona    | 2   | 1½  | 2   | 3   | 3   | 2   |     | 3   |
| 08.        | CE Barcelona Uga                 | 2   | 2   | 1   | 2½  | 3½  | 2½  | 3   |     |

## Die Meistermannschaft
| 1.            | Sestao Naturgas Energia XT |
| Schachfiguren | Leinier Domínguez, Maxime Vachier-Lagrave, Anish Giri, Laurent Fressinet, Romain Édouard, Salvador Gabriel Del Río Angelis, Alfonso Romero Holmes, Juan Mario Gómez Esteban, Sergio Trigo Urquijo. |